# Fleury-Mérogis
 Fleury-Mérogis  es una población y comuna francesa, ubicada en la región de Isla de Francia, departamento de Essonne, en el distrito de Évry y cantón de Morsang-sur-Orge.

## Demografía
| 351 | 1194 | 6551 | 7419 | 9677 | 9074 |
| Para los censos de 1962 a 1999 la población legal corresponde a la población sin duplicidades (Fuente: INSEE [Consultar]) |      |      |      |      |      |